# Roter Pariner
Der Rote Pariner (auch als „Pariner“, Pariner Apfel, „Pariner Weihnachtsapfel“) ist eine Sorte des Kulturapfels.
Er ist eine alte Apfelsorte, die um 1900 in der (1888 gegründeten) Baumschule Welchert in Groß Parin in Schleswig-Holstein entstanden ist und nach ihrer Herkunft benannt wurde. Sie kommt als Lokalsorte nur im Raum Lübeck vor.

## Baum
Der robuste Baum wächst hochkronig, hat einen guten Ertrag (Massenträger), neigt nicht zur Alternanz und eignet sich für den extensiven Streuobst-Anbau.

## Blüte

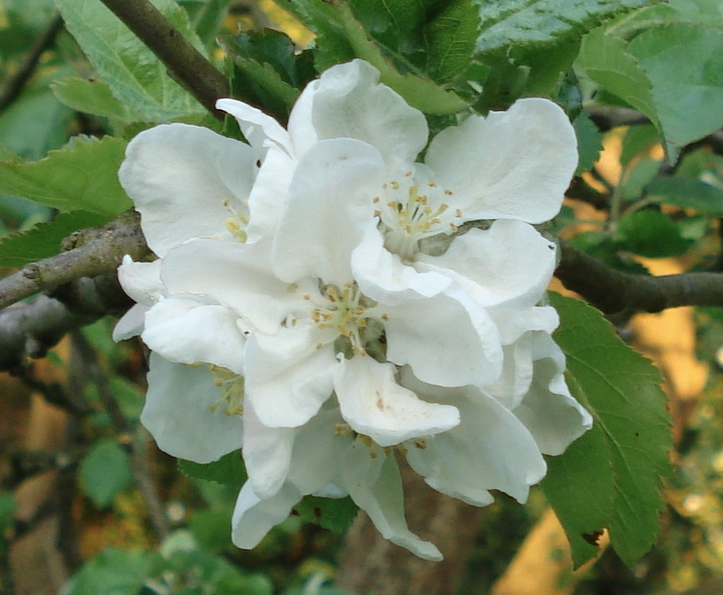
Die Blüte des "Roten Pariner"

Die Blüte des Roten Pariners ist weiß und erfolgt mittelspät (gleichzeitig mit Cox Orange und Elstar).

## Frucht

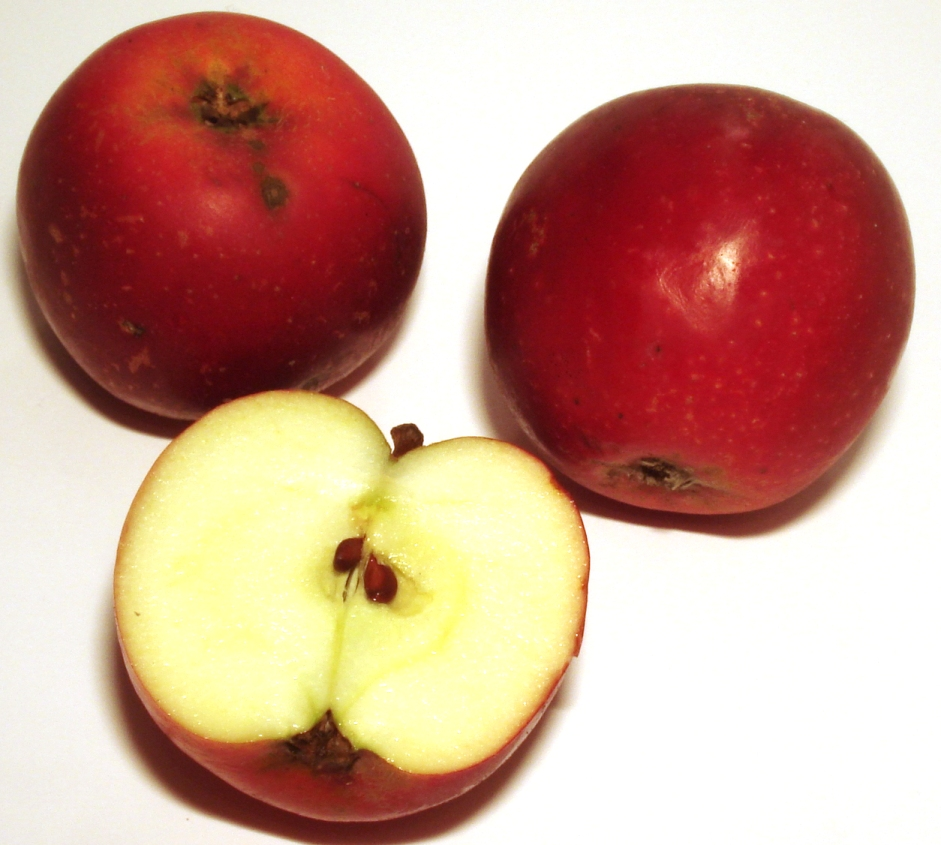
Früchte des Roten Pariner

Als Winterapfel ist er im Oktober erntereif, dabei sehr hart und kaum druckempfindlich, auf dem Lager kaum welkend und bis März (bei guter Lagerung auch deutlich darüber hinaus) genussreif.
Die kugelförmigen bis kugelförmig abgeflachten Früchte sind mittelgroß und erreichen einen maximalen Durchmesser von weniger als 10 cm.
Die glatte, leicht wachsige Schale hat eine gelbe – an nicht beschienenen Stellen gelegentlich auch noch grüne – Grundfarbe und eine durchgehend rote Deckfarbe mit hellen Lentizellen.
Die flache Kelchgrube geht unterhalb der offenen Kelchblätter in eine trichterförmige Kelchhöhle von geringer Tiefe über.
Das Kerngehäuse ist geschlossen und der Stiel ist kurz.
Das Fruchtfleisch ist weiß, sehr fest, leicht würzig und säuerlich.

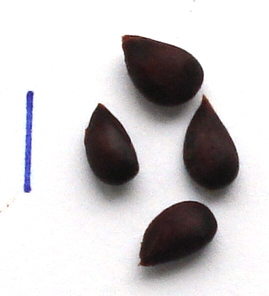
Samen des "Roten Pariners" (Line links = 1 cm)

## Verwendung
Der Apfel eignet sich vorwiegend zur Verarbeitung als Bratapfel und Kuchenapfel sowie zum Entsaften – seine Genußreife erreicht er erst nach Lagerung ab Ende Dezember oder später – wobei das Entfernen der Schale dem Geschmack sehr zuträglich ist.
Daneben sind – insbesondere die kleineren Früchte – gut als Weihnachtsapfel zur Dekoration verwendbar.